# Jenette
Jenette ist ein vor allem im englischen Sprachraum gebräuchlicher weiblicher Vorname. Trägerinnen des Namens sind:
- Jenette Goldstein (* 1960), US-amerikanische Schauspielerin
- Jenette Kahn (* 1948), US-amerikanische Verlegerin

Siehe auch:
- Jennette
- Jeanette